# Nicholas Olson
Nicholas Olson (ur. 21 grudnia 1993 w West Allis) – amerykański siatkarz, grający na pozycji środkowego.

## Sukcesy klubowe
Mistrzostwa NCAA:
- 2014, 2015[1]

Superpuchar Holandii:
- 2016

Mistrzostwo Holandii:
- 2017

## Sukcesy reprezentacyjne
Mistrzostwa Ameryki Północnej, Środkowej i Karaibów Juniorów:
- 2012[2]

Puchar Panamerykański:
- 2014